# Cheirogaleus lavasoensis
Cheirogaleus lavasoensis  is een nachtactief zoogdier uit de familie van de dwergmaki's (Cheirogaleidae). De wetenschappelijke naam van de soort werd voor het eerst geldig gepubliceerd door Thiele, Hapke & Razafimahatratra in 2013.

## Taxonomie
Cheirogaleus lavasoensis werd ontdekt in 2001, maar men determineerde het dier aanvankelijk als Cheirogaleus crossleyi. Na genetisch onderzoek van 16 exemplaren werd geconcludeerd dat het hier om een nieuwe soort ging. De wetenschappelijke naam van de soort werd in 2013 geldig gepubliceerd in het bijbehorend rapport door drie van de onderzoekers, namelijk Dana Thiele en Andreas Hapke van de Johannes Gutenberg Universiteit en Emilienne Razafimahatratra van de Groupe d'Étude et de Recherche sur les Primates de Madagascar (GERP).

## Verspreiding en leefgebied
Het dier is endemisch op Madagaskar en komt enkel voor in drie kleine bossen (Grand Lavasoa, Petit Lavasoa en Ambatotsirongorongo) op de bergketen Lavasoa-Ambatotsirongorongo in de zuidelijke regio Anosy. Dit is een overgangsgebied van doornig struikgewas naar regenwouden aan de kust. Net als alle dwergmaki's leeft Cheirogaleus lavasoensis voornamelijk in de wouden, maar incidenteel betreedt het doornig struikgewas op zoek naar bepaalde planten.
De drie bossen waar het dier leeft maakten vroeger deel uit van één groot regenwoud, zoals te zien is op luchtfoto's uit de jaren 60. Tegenwoordig maken ze deel uit van een beschermd gebied dat rond Ambatotsirongorongo ligt: Nouvelle Aire Protégée Ambatotsirongorongo. Biologen schatten het aantal soorten in 2013 op ongeveer 50 exemplaren.

## Beschrijving
Een volwassen exemplaar weegt ongeveer 300 gram en is 50 tot 55 centimeter groot. Zijn kop is kleiner dan die van C. crossleyi, bovendien zijn de oren naar verhouding groter. De vacht van Cheirogaleus lavasoensis varieert van roodbruin op de kop en het bovenlijf tot grijsbruin richting zijn staart. De onderzijde is crèmekleurig. De kop is roodbruin met een lichtere streep op de neusbrug. Verder heeft het dier een zwarte tekening rond zijn ogen dat doorloopt tot zijn spitse neus. De poten zijn grijsbruin bij de meeste exemplaren, sommige hebben roodbruine poten.

## Gedrag
Net als alle dwergmaki's is Cheirogaleus lavasoensis een nachtdier en brengt het vrijwel zijn hele leven door in bomen. Hij leeft in de bovenste boomlaag, waar hij tijdens de droge winter een aantal maanden zijn winterslaap houdt. In het regenseizoen is hij het actiefst, maar dan zijn de bossen moeilijk te bereiken. Hierdoor is slechts weinig over zijn gedrag bekend.